# 4095-ös busz
A 4095-ös jelzésű autóbuszvonal Kánó és Rudabánya (– Edelény) között húzódó helyközi vonal, amelyet a Volánbusz Zrt. üzemeltet Alsótelekes érintésével.

## Útvonala
Kánó községházától indul. Keleti irányban hagyja el a tömegközlekedésileg zsákfalut a 2607-es mellékúton, 4 kilométeren belül éri el első települését, Felsőtelekest. Munkanapokon és szabadnapokon mindössze egy alkalommal nem érintett az innen 5 percnyire, a Rudabányai-hegységben fekvő Alsótelekes. Elkanyarodva egy jókora dombot megmászva a környék egyik kisvárosába, Rudabányára érkezik. Míg az összes indításnak végállomása a város legforgalmasabb megállója, a központi fürdő, addig hétköznap egy forda egészen Edelényig elközlekedik. Elhalad az egykori vasútállomás határában, aztán Ormosbányát keresi fel, majd a szomszédos Izsófalvát, a vonal 20. kilométerén Szuhakállóra és a vele összenőtt Múcsonyra érkezik. A többi vonallal ellentétben a 27-es főút felé folytatja útvonalát (ilyen fajta manővert csak a 3774-es busz tesz még) eddig haladt a 4080-as busszal egy úton, innentől a 4040-esekkel egyeznek meg kilométerei. A IV-es akna mellett fordul a járásközpont irányába, a bányász lakótelep területe után a belvároson túl eléri a vonal végállomását, az autóbusz-állomást.
Ellentétes irányban csak Rudabányáról van indítás.

## Közlekedése
Indításszáma alacsony, kiegészítő járatként funkcionál az olykor 9, olykor 15 kilométerén. Csak szólók lelhetőek fel a szakaszon.
| Viszonylat                            | Indításszám     | Közlekedési rend     |
| ------------------------------------- | --------------- | -------------------- |
| Kánó, kh. – Rudabánya, központi fürdő | 3 oda, 1 vissza | munkanapokon         |
| Kánó, kh. – Rudabánya, központi fürdő | 3 oda, 2 vissza | szabadnapokon        |
| Kánó, kh. – Rudabánya, központi fürdő | 1 pár           | munkaszüneti napokon |
| Kánó, kh. ➝ Edelény, aut. áll.        | 1 oda           | munkanapokon         |

## Megállóhelyei
| 0                                                        | Kánó, községháza végállomás                    | 0.0 km  | 4080, 4108 |
| 1                                                        | Kánó, Kossuth utca 42.                         | 0.6 km  | 4080, 4108 |
| 2                                                        | Felsőtelekes, iskola                           | 3.7 km  | 4080, 4108 |
| 3                                                        | Felsőtelekes, kánói elágazás                   | 4.1 km  | 4080, 4108 |
| Munkanapokon 1; szabadnapokon 1 alkalommal nem érintett. |                                                |         | |
| 4                                                        | Felsőtelekes, Fő utca 2.                       | 4.6 km  | 4080, 4108 |
| 5                                                        | Alsótelekes, italbolt                          | 6.9 km  | 4080, 4108 |
| 6                                                        | Felsőtelekes, Fő utca 2.                       | 9.2 km  | 4080, 4108 |
| 7                                                        | Felsőtelekes, kánói elágazás                   | 9.7 km  | 4080, 4108 |
| 8                                                        | Felsőtelekes, orvosi rendelő                   | 10.1 km | 4080, 4108 |
| 9                                                        | Rudabánya, Gvadányi-szobor                     | 13.5 km | 4080, 4108 |
| 10                                                       | Rudabánya, központi fürdő vonalközi végállomás | 14.6 km | 3769, 4080, 4081, 4082, 4083, 4084, 4108, 4120                                                                         |
| 11                                                       | Rudabánya, vasútállomás bejárati út            | 15.4 km | 3769, 4080, 4081, 4082, 4083, 4084                                                                                     |
| 12                                                       | Erdőszállás                                    | 17.0 km | 4080, 4081, 4082, 4083, 4084                                                                                           |
| 13                                                       | BRV II/2 Vizátemelõtelep                       | 17.7 km | 4080, 4081, 4082, 4083, 4084                                                                                           |
| 14                                                       | Kolostanya                                     | 18.4 km | 4080, 4081, 4082, 4083, 4084                                                                                           |
| 15                                                       | Ormosbánya, Bányász utca 28.                   | 19.2 km | 3769, 4080, 4081, 4082, 4083, 4084                                                                                     |
| 16                                                       | Ormosbánya, iskola                             | 20.2 km | 3769, 4080, 4081, 4082, 4083, 4084                                                                                     |
| 17                                                       | Ormosbánya, sporttelep                         | 20.7 km | 3769, 4080, 4081, 4082, 4083, 4084                                                                                     |
| 18                                                       | Izsófalva, szakkórház                          | 21.9 km | 3769, 4080, 4081, 4082, 4083, 4084                                                                                     |
| 19                                                       | Izsófalva, községháza                          | 23.1 km | 3769, 4080, 4081, 4082, 4083, 4084                                                                                     |
| 20                                                       | Izsófalva, kurityáni elágazás                  | 23.5 km | 3769, 4080, 4081, 4082, 4083, 4084                                                                                     |
| 21                                                       | II. akna bejárati út                           | 25.0 km | 3769, 4080, 4081, 4082, 4083, 4084                                                                                     |
| 22                                                       | Szuhakálló, ormosi elágazás                    | 25.5 km | 3769, 4080, 4081, 4082, 4083, 4084                                                                                     |
| 23                                                       | Múcsony (Alberttelep), kultúrház               | 25.9 km | 3769, 3774, 4069, 4070, 4075, 4078, 4079, 4080, 4081, 4082, 4083, 4084                                                 |
| 24                                                       | Múcsony, Kossuth utca                          | 27.2 km | 3772, 3774, 4040, 4041, 4043, 4044                                                                                     |
| 25                                                       | Múcsony, posta                                 | 28.2 km | 3772, 3774, 4040, 4041, 4043, 4044                                                                                     |
| 26                                                       | Múcsony, Deák Ferenc utca 50.                  | 29.3 km | 3772, 3774, 4040, 4041, 4043, 4044                                                                                     |
| 27                                                       | IV. akna bejárati út                           | 31.3 km | 3772, 3774, 4040, 4041, 4043, 4044                                                                                     |
| 28                                                       | Edelény, kollégium                             | 33.8 km | 3704, 3707, 3708, 3709, 3711, 3772, 3774, 3775, 3793, 4040, 4041, 4043, 4044                                           |
| 29                                                       | Edelény, bányász lakótelep                     | 34.2 km | 3704, 3707, 3708, 3709, 3711, 3772, 3774, 3775, 3793, 4040, 4041, 4043, 4044                                           |
| 30                                                       | Edelény, Szentpéteri utca 6.                   | 34.9 km | 3704, 3707, 3708, 3709, 3711, 3772, 3774, 3775, 3793, 4040, 4041, 4043, 4044                                           |
| 31                                                       | Edelény, kórház bejárati út                    | 35.9 km | 3704, 3707, 3708, 3709, 3711, 3772, 3774, 3775, 3793, 4040, 4041, 4043, 4044                                           |
| 32                                                       | Edelény, kastély bejárati út                   | 36.4 km | 3704, 3707, 3708, 3709, 3711, 3772, 3774, 3775, 3793, 4040, 4041, 4043, 4044, 4093                                     |
| 33                                                       | Edelény, autóbusz-állomás végállomás           | 36.8 km | 3703, 3704, 3707, 3708, 3709, 3711, 3713, 3772, 3774, 3775, 3776, 3793, 3795, 4040, 4041, 4043, 4044, 4092, 4093, 4094 |